# Francesco Prudente
Francesco Prudente (Cetara, 15 settembre 1804 – Napoli, 11 maggio 1867) è stato un politico italiano.
Laureato in medicina a Napoli è stato ordinario di clinica medica alla locale università e direttore della clinica dell'Ospedale Santa Maria di Loreto. Ha prestato la propria opera all'Ospedale dei colerici di Santa Maria della Consolazione ed è stato consulente del Supremo magistrato di salute. Ha fatto parte delle accademie Pontaniana, medico-chirurgica e cosentina.